# Luciano Teneggi
Orio Luciano Teneggi (Varazze, 24 febbraio 1941) è un ex calciatore italiano, di ruolo difensore.

## Carriera
Cresciuto nel Savona, ha giocato per quattro stagioni in Serie A nel Torino per un totale di 20 presenze. Successivamente ha giocato in Serie B con le maglie di Catania, Foggia, Pisa e Taranto.